# Doktor Who – seria 7 (2012–2013)
Siódma seria nowej wersji (chronologicznie 33.) brytyjskiego serialu science-fiction pt. Doktor Who rozpoczęła się 1 września 2012 wraz z premierą odcinka Planeta obłąkanych Daleków, a zakończyła się 18 maja 2013 roku odcinkiem Imię Doktora.
Seria ta, podobnie jak szósta, została podzielona na dwie części. Pierwsza część, zawierająca w sumie pięć pierwszych odcinków (od Planeta obłąkanych Daleków do Anioły na Manhattanie), została wyemitowana we wrześniu 2012 roku. Następnie 25 grudnia 2012 roku wyemitowano odcinek świąteczny pod tytułem Bałwany, którego jednak nie traktuje się jako części sezonu. Seria powróciła na ekrany dopiero 30 marca 2013 roku odcinkiem Dzwony świętego Jana, a zakończyła się 18 maja 2013 roku, odcinkiem Imię Doktora. Po raz pierwszy w historii serialu sezon nie zawiera wieloczęściowych historii, każdy odcinek jest osobną opowieścią. Odcinek Karmazynowa groza jest setnym odcinkiem serialu, licząc od jego powrotu na ekrany w 2005 roku.
Matt Smith, który występuje w roli Doktora opuścił serial w świątecznym odcinku specjalnym w 2013 roku, co czyni ten sezon jego ostatnim. Karen Gillan oraz Arthur Darvill opuszczają serial w piątym odcinku tego sezonu. W postać ich następczyni, Clary Oswald, wciela się Jenna-Louise Coleman. Postać, wbrew poprzednim zapowiedziom, jakoby nowa towarzyszka Doktora miała pojawić się po raz pierwszy w odcinku świątecznym w 2012 roku, pojawia się już w odcinku Planeta obłąkanych Daleków jako Oswin Oswald.
Piers Wenger zrezygnował z pełnienia funkcji producenta wykonawczego po zakończeniu prac nad odcinkiem świątecznym w 2011, przez co Moffat oraz Skinner stali się jedynymi producentami wykonawczymi siódmej serii. Marcus Wilson pozostał producentem serialu, podobnie jak Denise Paul.
Do niektórych odcinków wyprodukowano krótkie scenki – prequele, które w większości udostępniono on-line na oficjalnej stronie BBC.

## Obsada

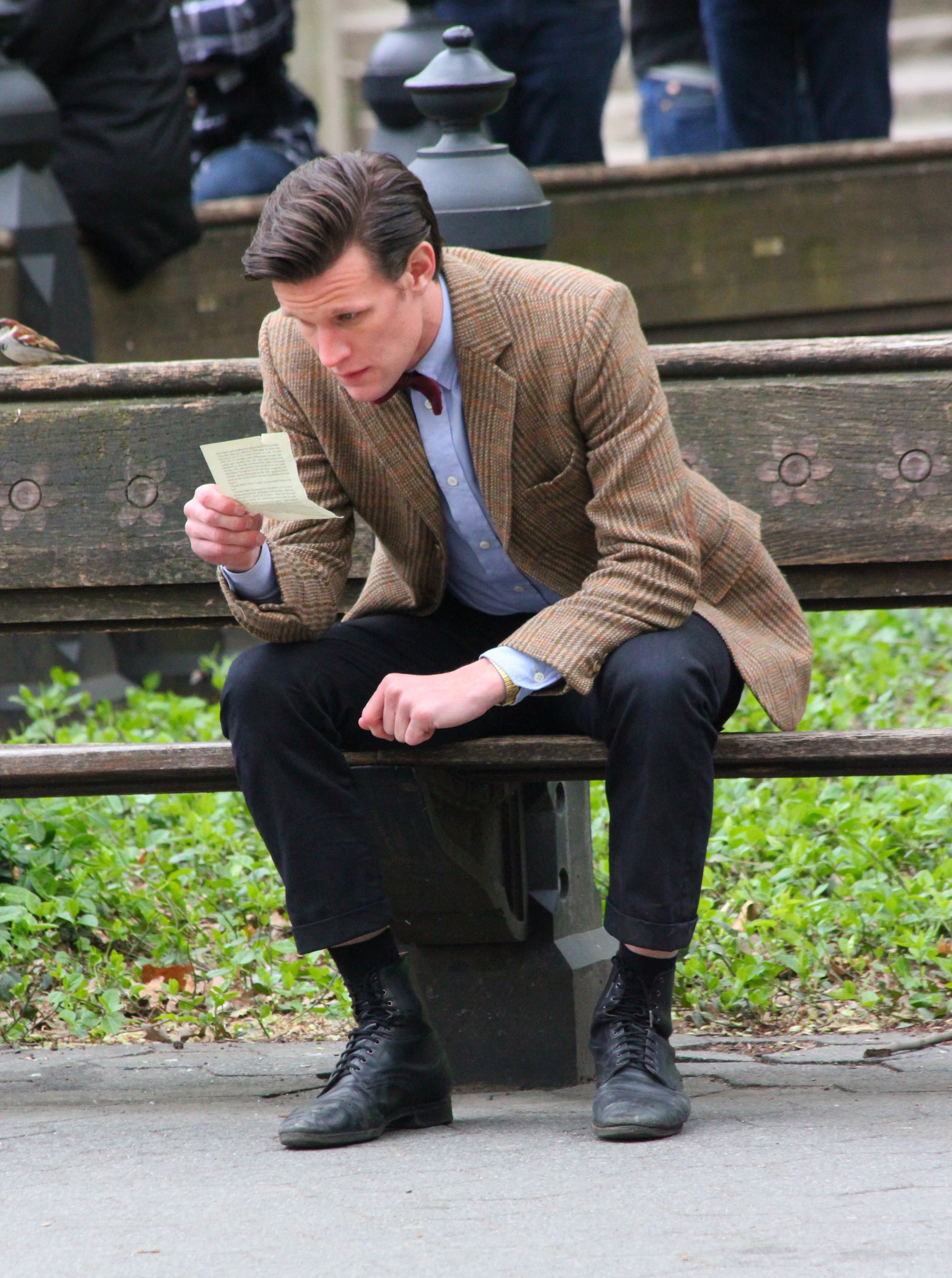
Matt Smith, wcielający się w rolę Doktora podczas odcinka Anioły na Manhattanie

Siódma seria jest trzecią i ostatnią, w której rolę Doktora odgrywa Matt Smith. Karen Gillan oraz Arthur Darvill opuszczają serial w piątym odcinku. Gillan oraz Moffat wspólnie zdecydowali o czasie i okolicznościach, w jakich para rozstała się z Doktorem, a samo zakończenie wątku związanego z Amelią miało związek z wcześniejszymi zapowiedziami Gillan, że nie zamierza już nigdy wracać do uczestnictwa w serialu, gdy go opuści, by nie zepsuć emocjonalnego pożegnania.
W postać ich następczyni, Clary Oswald, wciela się Jenna-Louise Coleman, która zostaje towarzyszką Doktora w pozostałych odcinkach. Przesłuchania odbywały się w tajemnicy, scenariusz nazwany został Men on Waves, co było anagramem Woman Seven (pol. Kobieta siedem). Coleman została wybrana do roli, ponieważ stanowiła dobraną parę ze Smithem, a także była w stanie mówić szybciej niż on. Obsadzenie roli Clary zostało ogłoszone 21 marca 2012 roku. Postać, wbrew poprzednim zapowiedziom, jakoby nowa towarzyszka Doktora miała pojawić się po raz pierwszy w odcinku świątecznym w 2012 roku, pojawia się już w odcinku Planeta obłąkanych Daleków jako Oswin Oswald. Fakt ten był trzymany w tajemnicy przed widzami aż do samej emisji odcinka.
Alex Kingston powraca w roli River w odcinkach Anioły na Manhattanie oraz finale sezonu pt. Imię Doktora. Mark Williams pojawia się w odcinkach Dinozaury w statku kosmicznym oraz Potęga trójki w roli ojca Rory’ego Williamsa, Briana.
Gościnie w odcinkach sezonu wystąpili David Gyasi jako Harvey (odcinek 1.), Rupert Graves jako Riddell (odcinek 2.), David Bradley jako Solomon (odcinek 2.); Riann Steele jako królowa Nefertiti (odcinek 2.), Ben Browder jako Isaac (odcinek 3.), Adrian Scarborough jako Kahler-Jex (odcinek 3.), Steven Berkoff jako Shakri (odcinek 4.), Jemma Redgrave jako Kate Stewart (odcinek 4.), Michael McShane jako Grayle (odcinek 5.), Dougray Scott jako profesor Alec Palmer (odcinek 9.), Jessica Raine jako Emma Grayling (odcinek 9.), David Warner jako profesor Grisenko (odcinek 8.), Liam Cunningham jako kapitan Zhukov (odcinek 8.), Rachael Stirling jako Ada Gillyflower (odcinek 11.) wraz z matką Dame Dianą Rigg jako pani Gillyflower (odcinek 11.), a także Warwick Davis jako Porridge (odcinek 12.).
W odcinku Doktor, wdowa i stara szafa występują: Alexander Armstrong, który został obsadzony w roli Rega Arwella, pojawiał się regularnie w spin-offie serialu Przygody Sary Jane, użyczając głosu Panu Smithowi (powrócił również gościnnie do tej roli w serialu Doctor Who w odcinkach Skradziona Ziemia oraz Koniec podróży). Paul Kasey, który został obsadzony w roli Drewnianej Królowej, pojawił się w serialu już wielokrotnie, grając różnych kosmitów, takich jak Ood Sigma w odcinku Do końca wszechświata, Bratanek w odcinku Żona Doktora czy Cyberman w odcinku Godzina zamknięcia.
Richard E. Grant oraz Tom Ward zostali obsadzeni w rolach odpowiednio dr. Simeona i kpt. Latimera w odcinku świątecznym pt. Bałwany, razem z młodym aktorem Cameronem Streffordem, który występuje jako młodsza wersja dr. Simeona. Głosu Wielkiej Inteligencji użycza Sir Ian McKellen. Grant powraca później w odcinkach Dzwony świętego Jana oraz Imię Doktora w roli Wielkiej Inteligencji. Do swych ról powraca również trio znane z odcinka Dobry człowiek idzie na wojnę – Neve McIntosh (Madame Vastra), Catrin Stewart (Jenny Flint) oraz Dan Starkey (Strax). Postacie te oprócz odcinka świątecznego, powracają również w dwóch odcinkach siódmej serii – Karmazynowa groza oraz Imię Doktora.

## Odcinki
Producentami wykonawczymi od odcinka Doktor, wdowa i stara szafa byli Steven Moffat, Piers Wenger oraz nowo wybrana do tej roli Caroline Skinner. Beth Willis opuściła BBC i zrezygnowała z roli producenta wykonawczego po zakończeniu szóstej serii. Piers Wenger zrezygnował z pełnienia funkcji producenta wykonawczego po zakończeniu prac nad odcinkiem świątecznym w 2011, przez co Moffat oraz Skinner stali się jedynymi producentami wykonawczymi siódmej serii. Marcus Wilson pozostał producentem serialu, podobnie jak Denise Paul.
| Nr | #  | Tytuł                                  | Tytuł polski                             | Reżyseria          | Scenariusz       | Uwagi                         | Premiera         | Premiera w Polsce (BBC Ent.) |
| --- | -- | -------------------------------------- | ---------------------------------------- | ------------------ | ---------------- | ----------------------------- | ---------------- | ---------------------------- |
| 225 | –  | The Doctor, the Widow and the Wardrobe | Doktor, wdowa i stara szafa              | Farren Blackburn   | Steven Moffat    | odcinek świąteczny (60 minut) | 25 grudnia 2011  | 30 grudnia 2012              |
| Doktor rozbija się na Ziemi w 1938 roku i przypadkowo przechodząca tamtędy Madge Arwell pomaga mu dostać się z powrotem do TARDIS, a Doktor obiecuje jej odpłacić się za jej dobroć. Gdy trzy lata później, krótko przed świętami bożego narodzenia mąż Madge, Reg, zostaje uznany za zaginionego w czasie działań wojennych, Madge trzyma to w sekrecie przed swoimi dziećmi, Lily i Cyrilem. Gdy cała trójka wyjeżdża z Londynu do domu w Dorset, Doktor podaje się za dozorcę posiadłości i stara się umilić czas domownikom.                                                                                   |    |                                        |                                          |                    |                  |                               |                  |                              |
| 226 | 1  | Asylum of the Daleks                   | Planeta obłąkanych Daleków               | Nick Hurran        | Steven Moffat    | 1 odcinek (50 minut)          | 1 września 2012  | 6 stycznia 2013              |
| Doktor, Amy i Rory zostają porwani przez Daleków, którzy groźbami zmuszają bohaterów do podjęcia się niebezpiecznej misji – wyłączenia pola siłowego otaczającego planetę służącą za azyl dla obłąkanych Daleków, po to by Dalekowie mogli planetę unicestwić. Na planecie bohaterowie spotykają Oswin, która pomaga im wypełnić zadanie. |    |                                        |                                          |                    |                  |                               |                  |                              |
| 227 | 2  | Dinosaurs on a Spaceship               | Dinozaury w statku kosmicznym            | Saul Metzstein     | Chris Chibnall   | 1 odcinek                     | 8 września 2012  | 13 stycznia 2013             |
| Doktor próbuje zapobiec zniszczeniu opuszczonego, syluriańskiego statku kosmicznego, który przewoził dinozaury. Towarzyszy mu u misji nie tylko Amy i Rory, ale także ojciec Rory’ego – Brian, królowa Nefertiti, a także łowca John Riddell. Okazuje się, że człowiek o imieniu Solomon zamordował załogę statku by przejąć ładunek i wzbogacić się na sprzedaży. |    |                                        |                                          |                    |                  |                               |                  |                              |
| 228 | 3  | A Town Called Mercy                    | Miasteczko Mercy                         | Saul Metzstein     | Toby Whithouse   | 1 odcinek                     | 15 września 2012 | 20 stycznia 2013             |
| TARDIS przypadkowo ląduje w miasteczku o nazwie Mercy (pol. litość) około 1870 roku, znajdującym się na amerykańskim Dzikim Zachodzie. Załoga TARDIS odkrywa że lokalny lekarz o imieniu Jex jest kosmitą, na którego poluje cyborg Gunslinger. Doktor odkrywa, że Jex był naukowcem uczestniczącym w projekcie tworzenia cyborgów-superżołnierzy, a Gunslinger, jeden z tworów projektu, pragnie zemsty za to, co mu zrobiono. |    |                                        |                                          |                    |                  |                               |                  |                              |
| 229 | 4  | The Power of Three                     | Potęga trójki                            | Douglas Mackinnon  | Chris Chibnall   | 1 odcinek                     | 22 września 2012 | 27 stycznia 2013             |
| Amy i Rory zastanawiają się nad zaprzestaniem podróżowania TARDIS. Pewnego dnia małe czarne sześciany pojawiają się znikąd na całym świecie i nie wiadomo czym są ani dlaczego się nagle pojawiły. Całą sprawą zajmuje się UNIT, dowodzony przez Kate Stewart, która pragnie by do dochodzenia dołączył także Doktor, któremu jednak strasznie nudzi się bezczynność i czekanie na jakikolwiek ruch ze strony sześcianów. |    |                                        |                                          |                    |                  |                               |                  |                              |
| 230 | 5  | The Angels Take Manhattan              | Anioły na Manhattanie                    | Nick Hurran        | Steven Moffat    | 1 odcinek                     | 29 września 2012 | 3 lutego 2013                |
| Doktor spędza czas z Amy i Rorym w Central Park. W czasie gdy Doktor czyta Amy książkę, której główną bohaterką jest niejaka Melody Malone, Rory zostaje przesunięty w czasie przez Płaczącego Anioła. W 1938 roku w Nowym Jorku Rory spotyka River Song, która udaje prywatnego detektywa, a także, co odkrywa Doktor, jest autorką powieści o Melody Malone. Doktor i Amy wykorzystują książkę by odnaleźć Rory’ego, a w tym samym czasie Rory i River próbują dowiedzieć się dlaczego Anioły zajęły Manhattan.                                                                                                  |    |                                        |                                          |                    |                  |                               |                  |                              |
| 231 | –  | The Snowmen                            | Bałwany Doktor Who i krwiożercze bałwany | Saul Metzstein     | Steven Moffat    | odcinek świąteczny (60 minut) | 25 grudnia 2012  | 10 lutego 2013               |
| Po tym jak zmuszony jest pożegnać się z Amy i Rorym, pogrążony w żalu Doktor chowa się przed światem na chmurze wiszącej nad Wiktoriańskim Londynem. W tym czasie Wielka Inteligencja w formie śniegu jest na drodze do stworzenia armii z lodu, dzięki której mogłaby opanować świat. W czasie gdy Strax, madame Vastra i Jenny próbują zainteresować Doktora sprawą śniegu, Doktor natyka się na Clarę, wiktoriańską barmankę, która z ciekawości zaczyna podążać za Doktorem. |    |                                        |                                          |                    |                  |                               |                  |                              |
| 232 | 6  | The Bells of Saint John                | Dzwony Świętego Jana                     | Colm McCarthy      | Steven Moffat    | 1 odcinek                     | 30 marca 2013    | 31 marca 2013                |
| Doktorowi udaje się w końcu odnaleźć Clarę w czasach współczesnych. W tym samym czasie w Londynie panna Kizlet wykorzystując chodzące stacje wi-fi załadowuje ludzkie świadomości do chmury danych na zlecenie swojego klienta. Doktor w ostatniej chwili ratuje Clarę od załadowania, a następnie z pomocą Clary odnajduje pannę Kizlet i zmusza ją do zaprzestania swojej działalności. |    |                                        |                                          |                    |                  |                               |                  |                              |
| 233 | 7  | The Rings of Akhaten                   | Pierścienie Akhatenu                     | Farren Blackburn   | Neil Cross       | 1 odcinek                     | 6 kwietnia 2013  | 7 kwietnia 2013              |
| Doktor zabiera Clarę na pierścienie Akhatenu, grupy planet, na których według lokalnej religii powstało życie, a walutą są rzeczy sentymentalnej wartości. Clara napotyka małą dziewczynkę o imieniu Merry Gejelh, która ma zostać poświęcona na festiwalu ku czci Starego Boga. Doktor i Clara ratują Merry i odkrywają, że ów bóg jest jedynie pasożytem żyjącym w sercu planety. |    |                                        |                                          |                    |                  |                               |                  |                              |
| 234 | 8  | Cold War                               | Zimna wojna                              | Douglas Mackinnon  | Mark Gatiss      | 1 odcinek (40 minut)          | 13 kwietnia 2013 | 14 kwietnia 2013             |
| Gdy Doktor i Clara przypadkowo lądują na rosyjskiej łodzi podwodnej w 1983 roku, TARDIS odlatuje bez nich. Ku zaskoczeniu Doktora na łodzi podwodnej jest więziony Lodowy Wojownik – Wielki marszałek Skaldak, zahibernowany w lodzie ostatnie 5000 lat. Jednakże kapita Zhukov nie ufa radom Doktora i Clary i każe Skaldak skuć łańcuchami. To jedynie pogarsza sytuację, jako że Skaldak wypowiada wojnę ludziom. |    |                                        |                                          |                    |                  |                               |                  |                              |
| 235 | 9  | Hide                                   | Kryjówka                                 | Jamie Payne        | Neil Cross       | 1 odcinek                     | 20 kwietnia 2013 | 21 kwietnia 2013             |
| Mając nadzieję, że znana medium Emma Grayling będzie w stanie rzucić nieco światła na zagadkę istnienia Clary, Doktor wybiera się z Clarą do 1974, gdzie Emma razem ze swym przyszłym mężem profesorem Alekiem Palmerem badają historię ducha znanego jako Wiedźma ze Studni. Gdy w domu nagle spada temperatura i pojawia się napis pomocy Doktor pożycza od Aleca aparat i wyrusza TARDIS przez czas. Dzięki temu Doktor odkrywa że na zdjęciach nie pojawia się duch, ale uwięziona w innym wymiarze podróżniczka w czasie.                                                                                     |    |                                        |                                          |                    |                  |                               |                  |                              |
| 236 | 10 | Journey to the Centre of the TARDIS    | Podróż do wnętrza TARDIS                 | Mat King           | Stephen Thompson | 1 odcinek                     | 27 kwietnia 2013 | 28 kwietnia 2013             |
| TARDIS zostaje zabrany przez zespół międzygalaktycznych złomiarzy, przypadkowo wrzucając Clarę w głąb TARDIS. Potrzebując pomocy, Doktor oferuje ekipie złomiarzy łup życia. By zmotywować grupę do poszukiwań, Doktor zamyka wszystkich w środku i włącza zegar odliczający czas do autodestrukcji. W międzyczasie Clara jest zmuszona do ucieczki po TARDIS przed nieznanymi jej stworzeniami, aż w końcu trafia do biblioteki gdzie odnajduje książkę poświęconą Ostatniej Wielkiej Wojnie Czasu. |    |                                        |                                          |                    |                  |                               |                  |                              |
| 237 | 11 | The Crimson Horror                     | Karmazynowa groza                        | Saul Metzstein     | Mark Gatiss      | 1 odcinek                     | 4 maja 2013      | 5 maja 2013                  |
| Madame Vastra razem z Jenny i Straxem badają sprawę Karmazynowej grozy – w Londynie są znajdywane trupy ludzi które pokryte są jakąś nieznaną czerwoną substancją. Vastra rozpoznaje objawy jako skutek działania jadu starożytnej pijawki znanej Silurianom. Po tym jak Vastra odkrywa odciśnięty obraz Doktora w rogówce oka jednej z ofiar, decyduje się na infiltrację tajemniczego miasteczka Sweetville, prowadzonego przez panią Gillyflower. |    |                                        |                                          |                    |                  |                               |                  |                              |
| 238 | 12 | Nightmare in Silver                    | Srebrny koszmar                          | Stephen Woolfenden | Neil Gaiman      | 1 odcinek                     | 11 maja 2013     | 12 maja 2013                 |
| Ponieważ Artie i Angie szantażują Clarę, Doktor zabiera całą trójkę do Świata Cudów Hedgewicka. Jednakże trafiają do czasów, gdy to Wesołe Miasteczko jest opuszczone z powodu Cyber-wojny. Widząc dziwne robaki, Doktor decyduje się na zostanie w Miasteczku. Robaki okazują się unowocześnioną wersją Cybermat; a Cybermeni zaczynają wkrótce szturm na Miasteczko, a Doktor z powodu cybenetycznej technologii, która przyczepiła się do głowy jest zmuszony walczyć z nową osobowością w swoim ciele, Cyber-Plannerem; rozgrywają partię szachów by zdecydować o tym, kto przejmie władzę nad ciałem Doktora. |    |                                        |                                          |                    |                  |                               |                  |                              |
| 239 | 13 | The Name of the Doctor                 | Imię Doktora                             | Saul Metzstein     | Steven Moffat    | 1 odcinek                     | 18 maja 2013     | 19 maja 2013                 |
| Madame Vastra dowiaduje się, że miejsce pochówku Doktora zostało odkryte. Używa specjalnej substancji, by zwołać konferencję, w której uczestniczy oprócz niej, Jenny, Strax, Clara i River Song. Wkrótce Szepty porywają grupę Vastry, a Clara budzi się informując Doktora o tym co się stało. Zmierzają więc do Trenzalore. Tam już czeka na nich Wielka Inteligencja. |    |                                        |                                          |                    |                  |                               |                  |                              |

1. ↑  Tytuł polski podany za lektorem polskiej wersji językowej wyprodukowanej na zlecenie BBC Worldwide.
2. ↑  Data polskiej premiery podana została za programem telewizyjnym stacji BBC Entertainment opublikowanym w serwisie teleman.pl.
3. ↑  Pod takim tytułem odcinek był reklamowany przez stację telewizyjną BBC Entertainment, pod tym tytułem występuje również w magazynach z programem telewizyjnym i na oficjalnej stronie BBC Entertainment.

## Produkcja
BBC zleciła siódmą, czternasto-odcinkową serię 8 czerwca 2011 roku.
Producentami wykonawczymi odcinka Doktor, wdowa i stara szafa byli Steven Moffat, Piers Wenger oraz nowo wybrana do tej roli Caroline Skinner. Beth Willis opuściła BBC i zrezygnowała z roli producenta wykonawczego po zakończeniu szóstej serii. Piers Wenger zrezygnował z pełnienia funkcji producenta wykonawczego po zakończeniu prac nad odcinkiem świątecznym w 2011 roku, przez co Moffat oraz Skinner stali się jedynymi producentami wykonawczymi siódmej serii. Marcus Wilson pozostał na stanowisku producenta serialu, podobnie jak Denise Paul, który to jest odpowiedzialny za produkcję odcinków Dzwony Świętego Jana, Pierścienie Akhatenu, Srebrny koszmar oraz Imię Doktora.
Produkcja serialu została przeniesiona do nowego studia produkcyjnego w trakcie zdjęć, dnia 12 marca 2012 roku.

### Scenariusz i reżyseria
Moffat zaznaczył, że siódma seria miała docelowo zawierać jednoodcinkowe historie i stanowić pewną opozycję do zawierającej wiele kilku-odcinkowych wątków serii szóstej. Taka decyzja została podjęta w związku z reakcjami fanów na zapowiedź odcinka Zabijmy Hitlera, kiedy to jego tytuł został wyjawiony na koniec odcinka Dobry człowiek idzie na wojnę bez żadnych szczegółów dotyczących fabuły. Powiedział scenarzystom serii siódmej by „wypindorzyć” scenariusze „gigantycznymi, szalonymi pomysłami” i napisać je „jakby były plakatami filmowymi”. Pojedyncze odcinki oznaczały również brak dwu-częściowych historii oraz motywów przewodnich serii. Według Dana Martina z The Guardian, Moffat zaznaczył, że celem serii była „skompresowana narracja”. Martin zauważył również, że odcinek Planeta obłąkanych Daleków opowiedziała bogatszą opowieść niż niektóre klasyczne, cztero-odcinkowe historie.

### Zdjęcia
Zdjęcia do siódmego sezonu rozpoczęły się 20 lutego 2012 roku. Pierwsze w kolejności wyprodukowano odcinki Dinozaury w statku kosmicznym oraz Miasteczko Mercy, które wyreżyserował Saul Metzstein. Większość odcinka Miasteczko Mercy została nakręcona w marcu 2012 roku na obszarze pustynnym znajdującym się w Hiszpanii w prowincji Almería, który bywał już wcześniej wykorzystywany do produkcji Westernów. Wykonanie zdjęć w Hiszpanii było tańsze niż wykonanie odpowiednich dekoracji w Wielkiej Brytanii.
Zdjęcia do odcinka piątego, ostatniego z udziałem Amy i Rory’ego, zostały wykonane w Central Park w Nowym Jorku w kwietniu 2012 roku, a także na Uniwersytecie w Cardiff oraz na cmentarzu w Llanelli w Walii.
Zdjęcia do odcinka świątecznego pt. Bałwany rozpoczęły się 6 sierpnia.
Sceny do odcinka Srebrny koszmar zostały nakręcone na początku listopada 2012 roku.

### Ścieżka dźwiękowa
Wybrane utwory pojawiające się w tym sezonie serialu (od Planeta obłąkanych Daleków do Imię Doktora z wyłączeniem odcinka Bałwany) skomponowane przez Murray Golda zostały wydane 9 września 2013 przez Silva Screen Records. Muzyka z odcinka Bałwany została wydana na osobnej płycie razem z utworami wykorzystanymi odcinku świątecznym z 2011 roku pt. Doktor, wdowa i stara szafa dnia 21 października 2013.

### Zmiany wyglądu
Nawiązując do formatu wielkich hitów kinowych, czołówka każdego z pięciu pierwszych odcinków serii siódmej prezentuje inny styl napisów tytułowych oraz kolorystyki, odpowiednio nawiązując do myśli przewodniej każdego z odcinków.
W odcinku specjalnym Bałwany również widać wiele drobnych zmian wprowadzonych w serialu. Prezentowany jest nowy wystrój TARDIS, nowa wersja czołówki serialu (jest to również pierwszy odcinek od 1989 roku, w którym w czołówce pokazana jest twarz Doktora) oraz nowy strój Doktora. Moffat zauważył, że wnętrze TARDIS stawało się „coraz bardziej dziwaczne” i zaczęło przypominać bardziej magiczne miejsce, a nie maszynę. Nowy wygląd TARDIS został zaprojektowany przez Michaela Pickwooda, który podkreślił, że wnętrze miało stać się mroczniejsze i bardziej posępne, a także miało zapewnić łatwiejszy dostęp do wszystkich elementów planu podczas zdjęć. Moffat opisał strój Doktora jako zmianę związaną z wejściem w inny etap życia. W drugiej połowie serii starano się pokazywać różne wersje stroju Doktora, idąc za przykładem jego trzeciej i czwartej inkarnacji, które nie nosiły zawsze tych samych ubrań, jedynie utrzymywały dany styl.

## Promowanie sezonu
Smith, Gillan, Darvill, Moffat i Skinner byli gośćmi oficjalnego konwentu poświęconemu serialowi w Cardiff w marcu 2012 roku. Na konwencie tym został po raz pierwszy zaprezentowany zwiastun sezonu siódmego. Następnie opublikowano trzy zdjęcia promocyjne ze Smithem i Coleman kolejno 8 czerwca, 11 czerwca oraz 13 czerwca 2012 roku. Kolejny materiał został zaprezentowany 15 lipca 2012 roku na konwencie w San Diego, który składał się z klipów z drugiego i trzeciego odcinka sezonu. Drugi trailer został wyemitowany 2 sierpnia na kanale BBC w trakcie transmisji olimpiady w Londynie. Tego samego dnia trailer ten udostępniony został razem z kolejnym zdjęciem promocyjnym za pośrednictwem oficjalnej strony serialu.
Odcinek Planeta obłąkanych Daleków miał swoją prapremierę 14 sierpnia 2012 roku w Brytyjskim Instytucie Filmowym w Southbank w Londynie, a także w trakcie Międzynarodowego Festiwalu Telewizyjnego MediaGuardian Edinburgh, który odbył się w dniach 23–25 sierpnia 2012 roku. Odcinek ten wyświetlono także 25 sierpnia 2012 roku w Nowym Jorku.
W dniu prapremiery w Brytyjskim Instytucie Filmowym na oficjalnej stronie serialu zostało udostępnionych także dwadzieścia jeden zdjęć promocyjnych w wysokiej rozdzielczości obejmujących pierwsze trzy odcinki sezonu. Teaser odcinka Planeta obłąkanych Daleków został opublikowany 18 sierpnia 2012 roku, a dłuższa wersja tego zwiastuna została udostępniona 25 sierpnia 2012 roku. 29 sierpnia BBC opublikowało także plakaty promocyjne dla odcinków od drugiego do piątego.
Zwiastun drugiej części sezonu został wyemitowany w telewizji bezpośrednio po premierze odcinka Bałwany, 25 grudnia 2012 roku. 1 marca 2013 roku opublikowano za pośrednictwem oficjalnej strony internetowej poster promocyjny do odcinka Dzwony świętego Jana, a 16 marca pojawił się na niej drugi zwiastun tej części serii.
15 marca 2013 roku odbył się dla prasy przedpremierowy pokaz odcinka Dzwony świętego Jana, choć dziennikarzom nie wolno było upublicznić żadnych informacji związanych z odcinkiem aż do dnia 18 marca.
18 marca na oficjalnej stronie serialu upubliczniono cztery postery reklamujące odcinki od siódmego do dziesiątego. 23 marca 2013 roku pojawił się w sieci prequel do odcinka Dzwony świętego Jana. 26 marca 2013 roku BBC upubliczniło kolejne zdjęcie promocyjne. 18 kwietnia zaprezentowano postery do odcinków od dziesiątego do dwunastego, a dzień później opublikowano także poster do finałowego odcinka, zatytułowanego Imię Doktora. Prolog do odcinka finałowego, zatytułowany She Said, He Said został opublikowany 11 maja 2013 roku za pośrednictwem usługi BBC Red Button oraz strony internetowej. Był on dostępny aż do dnia premiery odcinka Imię Doktora, 18 maja 2013 roku.

## Materiały dodatkowe

### Odcinki krótkometrażowe
| – | Good as Gold         | Saul Metzstein | dzieci ze szkoły Ashdene | 24 maja 2012                                                  |
| Odcinek specjalny nadany jako część programu Blue Peter. |                      |                |                          |                                                               |
| – | Pond Life            | Saul Metzstein | Chris Chibnall           | 27–31 sierpnia 2012 (online) 1 września 2012 (BBC Red Button) |
| Pięcioczęściowy mini-odcinek. Ukazuje życie Amy i Rory’ego w ciągu roku po tym, jak Doktor odwiedził ich w święta. |                      |                |                          |                                                               |
| – | P.S.                 | nie dotyczy    | Chris Chibnall           | 12 października 2012 (online)                                 |
| Brian Wiliams otrzymuje list od syna, z którego dowiaduje się, że już nigdy się nie zobaczą. Scenę tę pierwotnie chciano sfilmować i dołączyć później do wydania serii na DVD, jednakże zdjęcia do sceny nie odbyły się z powodu niedostępności aktora. Z powodu sporego zainteresowania scenę utworzono jednak ze szkiców i udostępniono online |                      |                |                          |                                                               |
| – | Rain Gods            | brak danych    | Neil Gaiman              | 24 września 2013 (DVD)                                        |
| Doktor i River Song zostają schwytani przez tubylców z Planety Bogów Deszczu. |                      |                |                          |                                                               |
| – | Clara and the TARDIS | brak danych    | Steven Moffat            | 24 września 2013 (DVD)                                        |
| TARDIS uprzyksza życie Clarze. |                      |                |                          |                                                               |
| – | The Inforarium       | brak danych    | Steven Moffat            | 24 września 2013 (DVD)                                        |
| Doktor zostawia zapętloną wiadomość, która usuwa z bazy danych wszelkie informacje na jego temat. |                      |                |                          |                                                               |

### Prequele
| – | The Doctor, The Widow and the Wardrobe Prequel | brak danych    | Steven Moffat  | 6 grudnia 2011 (online)                                   |
| Prolog odcinka Doktor, wdowa i stara szafa. |                                                |                |                |                                                           |
| – | Asylum of the Daleks Prequel                   | Saul Metzstein | Steven Moffat  | 2 września 2012 (iTunes, Zune, Amazon Instant Video)      |
| Prolog odcinka Planeta obłąkanych Daleków. Doktor otrzymuje wiadomość z prośbą o pomoc o uratowanie życia, a także koordynaty planety Skaro.       |                                                |                |                |                                                           |
| – | The Making of The Gunslinger                   | Neill Gorton   | Toby Whithouse | 16 września 2012 (iTunes, Zune, and Amazon Instant Video) |
| Prolog do odcinka Miasteczko Mercy. |                                                |                |                |                                                           |
| – | The Great Detective                            | Saul Metzstein | Steven Moffat  | 16 listopada 2012 (BBC One)                               |
| Mini odcinek dla Children in Need i prolog do odcinka Bałwany. Vastra, Jenny i Strax próbują przekonać Doktora by zrezygnował ze swojej emerytury. |                                                |                |                |                                                           |
| – | Vastra Investigates                            | Saul Metzstein | Steven Moffat  | 17 grudnia 2012 (online) 20 grudnia 2012 (BBC Red Button) |
| Prolog do odcinka Bałwany. Vastra, Jenny i Strax rozwiązują kolejną sprawę.                                                                        |                                                |                |                |                                                           |
| – | The Bells of Saint John – A Prequel            | brak danych    | Steven Moffat  | 23 marca 2013 (online) 29 marca 2013 (BBC Red Button)     |
| Sfrustrowany Doktor siedzi na placu zabaw, gdzie spotyka dziewczynkę, która okazuje się być Clarą Oswald.                                          |                                                |                |                |                                                           |
| – | The Battle of Demon’s Run – Two Days Later     | brak danych    | Steven Moffat  | 25 marca 2013 (iTunes, Amazon Instant Video)              |
| Po wydarzeniach z odcinka Dobry człowiek idzie na wojnę, Madame Vastra i Jenny przekonują Straxa by dołączył do nich. Prolog do odcinka Bałwany.   |                                                |                |                |                                                           |
| – | She Said, He Said                              | Saul Metzstein | Steven Moffat  | 11 maja 2013 (BBC Red Button)                             |
| Doktor i Clara rozmyślają nad tym jak niewiele o sobie wiedzą. Prolog do odcinka Imię Doktora.                                                     |                                                |                |                |                                                           |
| – | Clarence and the Whispermen                    | brak danych    | Steven Moffat  | 26 maja 2013 (DVD)                                        |
| Prequel do odcinka Imię Doktora. Przebywający w więzieniu przestępca informuję madame Vastrę o tym, że grób Doktora został odnaleziony.            |                                                |                |                |                                                           |

BBC wyemitowało również trzy Raporty Straxa, które miały promować odcinek: Strax Field Report: The Name of the Doctor, Strax Field Report: A Glorious Day is Almost Upon Us... oraz Strax Field Report: The Doctor’s Greatest Secret.

## Ocena krytyków
Mark Snow z IGN serię jako całą określił ogólnie jako „burzliwą”. Powiedział, że wykorzystane w tej serii koncepcje były uniwersalnie silne, jednakże wpychanie ich w tak dużych ilościach przy tylko pięćdziesięciu minutach czasu antenowego sprawiło, że wątki fabularne stały się nieuchronnie chaotyczne. Jednakże przyznał zarazem, że serii udało się odnieść sukces w liczących się elementach – dobrze zbudowanych bohaterach, momentami genialnych konceptach, zwrotach akcji.
Magazyn SFX nazwał ten sezon „najbardziej chwiejnym sezonem od czasów 1988 roku”, choć zaznaczono, że było również sporo radości z oglądania. Dodano też, że „na szczęście odcinek Imię Doktora spełnił oczekiwania co do bycia prologiem do pięćdziesięciolecia serialu: jest spektakularny, pełen zwrotów akcji i nostalgii. Serial wciąż ma «to coś»”.

## Nagrody
W 2013 roku ekipa zajmująca się postprodukcją serialu została nominowana na ceremonii BAFTA Craft Awards w kategorii efekty specjalne i projekt graficzny za pierwszą część sezonu, natomiast kompozytor Murray Gold został nominowany w kategorii muzyka telewizyjna za odcinek Planeta obłąkanych Daleków.
Odcinki Planeta obłąkanych Daleków, Anioły na Manhattanie oraz Bałwany zostały w 2013 roku nominowane do Nagrody Hugo w kategorii najlepsza prezentacja dramatyczna (krótka forma). Natomiast w 2014 roku do nagrody Hugo w tej samej kategorii nominowany był odcinek Imię Doktora.
W 2013 roku Doctor Who otrzymał także Peabody Award.
Serial był także nominowany w 2013 roku do TV Choice Awards w kategorii najlepszy dramat, Smith był nominowany w kategorii najlepszy aktor za rolę Doktora a Coleman była nominowana w kategorii najlepsza aktorka za rolę Clary, natomiast nagrodę otrzymał w kategorii najlepszy dramat, a także otrzymał nagrodę za niezwykły wkład z okazji 15. rocznicy serialu.
Ekipa dźwiękowa została nominowana do nagrody BAFTA Cymru w 2013 roku w kategorii najlepszy dźwięk, natomiast montażysta William Oswald został nominowany w kategorii najlepszy montaż za odcinek Bałwany.
Serial otrzymał także nagrodę w kategorii Najlepszy serial na rozdaniu National Television Awards w 2014 roku; ponadto Matt Smith również otrzymał nagrodę w kategorii Najlepszy występ dramatyczny.

## Wydanie DVD i Blu-ray
Odcinek Doktor, wdowa i stara szafa został wydany jako niezależny segment, zarówno na DVD, jak i na Blu-ray 16 stycznia 2012 roku. Odcinki 1-5 (wydane jako Series 7: Part 1) pojawiły się na rynku 29 października 2012 roku w regionie 2. Druga część serii (zatytułowana jako Series 7: Part 2), zawierająca odcinki 6-13 została wydana 27 maja 2013 roku razem w zestawie z odcinkiem świątecznym Bałwany w regionie 2.
Pięcio-płytowy zestaw zawierający wszystkie 13 odcinków sezonu oraz dwa odcinki specjalne (Doktor, wdowa i stara szafa oraz Bałwany) został wydany 24 września 2013 roku w regionie 1. oraz 28 października 2013 roku w regionie 2. Na płytach tych znajdują się także dodatki: komentarze do czterech odcinków sezonu (Bałwany, Zimna wojna, Kryjówka oraz Karmazynowa groza), relacje z planu do wszystkich odcinków poza odcinkiem Doktor, wdowa i stara szafa, prologi odcinków, 3 mini-odcinki wyprodukowane specjalnie do wydania DVD (The Inforarium, Clara and the TARDIS oraz Rain Gods), trzy filmy dokumentalne (Doctor Who in the U.S., The Science of Doctor Who, Creating Clara), wszystkie części mini-odcinka Pond Life, nagranie z panelu Doktora Who na Comic-Conie, a także odcinek krótkomatrażowy Good as Gold (tylko w wersji do regionu 2.), i Doctor Who on „The Nerdist” (tylko w wersji do regionu 1.).
Odcinki te zostały wydane 4 listopada 2014 także w Regionie A na Blu-ray w zestawie z wszystkimi odcinkami, w których rolę Doktora odgrywa Matt Smith pt. Doctor Who: The Complete Matt Smith Years.

### Przedpremierowe przecieki materiałów
12 maja 2013 roku w wyniku błędu systemu, wszyscy konsumenci, którzy przedpremierowo zamówili płyty DVD i Blu-ray Series 7: Part 2 za pośrednictwem sklepu internetowego BBC America, otrzymali swoje zamówienie zanim jeszcze wszystkie odcinki miały swoją oficjalną premierę w telewizji. Producent wykonawczy Steven Moffat prosił osoby, które otrzymały odcinki wcześniej, o niezdradzanie szczegółów fabuły odcinków aż do ich emisji w telewizji, co udało się osiągnąć.